# Aimerahun
Aimerahun ist eine osttimoresische Aldeia im Suco Acumau (Verwaltungsamt Remexio, Gemeinde Aileu). 2015 lebten in der Aldeia 1359 Menschen.

## Geographie und Einrichtungen

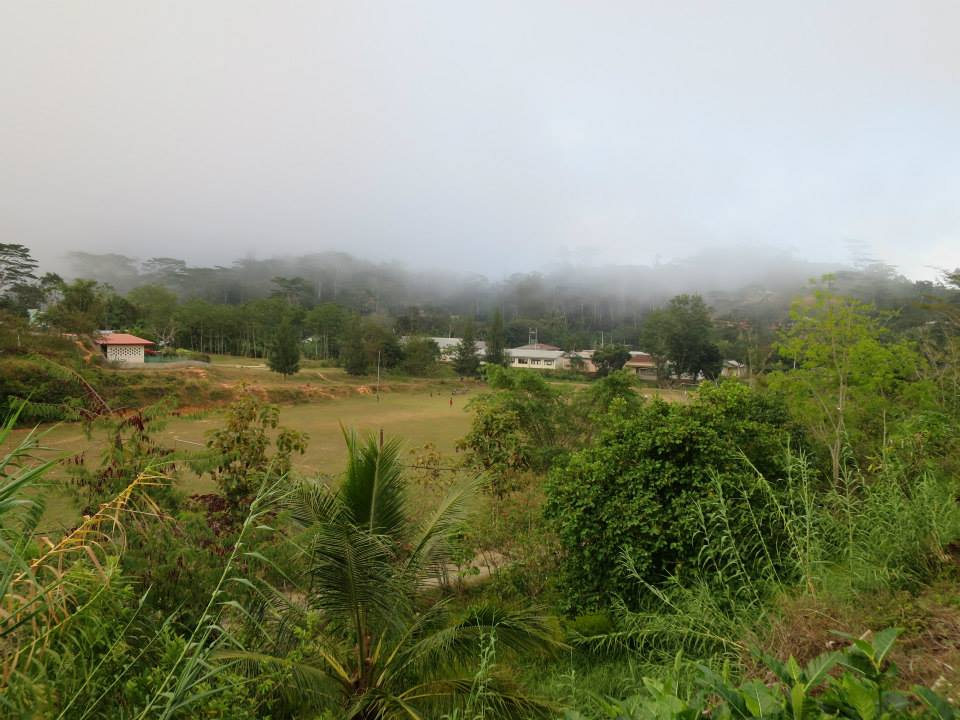
Der Ort Remexio von der Kirche aus gesehen

Die Aldeia Aimerahun bildet den Osten und das Zentrum des Sucos Acumau. Nordwestlich liegt die Aldeia Fatumanaro und südwestlich die Aldeia Leroliça. Im Süden grenzt Aimerahun an die Sucos Fahisoi und Fadabloco, im Südosten an den Suco Faturasa, im Osten an den Suco Tulataqueo, im Nordosten an den Suco Liurai und im Norden an die Gemeinde Dili mit dem Verwaltungsamt Cristo Rei und dessen Suco Cristo Rei. Im Zentrum von Aimerahun liegt Remexio, der Hauptort des gleichnamigen Verwaltungsamts. Eine Überlandstraße durchquert Ort und Suco von West nach Ost und verbindet sie mit Laclo im Osten und der Landeshauptstadt Dili im Nordwesten. Um Remexio herum befinden sich mehrere kleine Orte: Remexio Lama, Aicoarema, Ailortelu, Carahili und Lolemailulu. Nach Norden hin gibt es einzelne Häuser, während der Süden der Aldeia nicht besiedelt ist. Entlang der Südgrenze fließt der Fluss Bauduen. In ihn mündet der in Aimerahun entspringende Aikoereima. Nah der Ostgrenze entspringt der Cihohani. Die Flüsse gehören zum System des Nördlichen Laclós. Im Tal, wo die Grenze zu Fatumanaro verläuft, fließt in der Regenzeit ein Quellfluss des Quiks nach Norden ab. Das Tal liegt etwa 500 m tiefer als das zwei Kilometer entfernte Dorf Remexio (Meereshöhe:873 m).
Um den Dorfplatz von Remexio herum gruppieren sich die Katholische Grund- (Escola Primeira Catolico) und Sekundarschulen (Escola Secundaria ESC) São José Operário, die gleichnamige Kirche, der Sitz des Verwaltungsamtes, die Grundschule (Escola Básica EB) Acumau, ein kommunales Gesundheitszentrum und das Konvent der Dominikanerinnen. Östlich befindet sich der Markt und im Nordwesten die Zentrale Grundschule (Escola Básica Central EBC) Remexio und der Sitz des Sucos Acumau. Außerdem gibt es im Dorf eine Polizeistation. Der Dorfplatz dient bei Bedarf als Hubschrauberlandeplatz.